# 8-я ракетная дивизия
8-я ракетная Мелитопольская Краснознамённая дивизия (войсковая часть № 44200) — ракетное соединение в составе 31-й ракетной армии, расположенное в ЗАТО Первомайский Кировской области Российской Федерации, ранее Союза ССР.

## История
В августе 1960 года на основании директивы ГШ ВС СССР на основе 21-й и 33-й боевых стартовых станций 24-го учебного артиллерийского полка была сформирована 25-я ракетная бригада со штабом в городе Киров.
В апреле 1961 года 25-я ракетная бригада была преобразована в 8-ю Мелитопольскую Краснознамённую ракетную дивизию.
С июля 1961 года штаб дивизии передислоцирован в посёлок Юрья Юрьянского района Кировской области. Первоначально в состав вошли четыре полка: 107-й ракетный Свирско-Печенгский Краснознамённый, орденов Суворова и Александра Невского полк, 116-й ракетный полк, 131-й ракетный полк, 527-й ракетный полк.

## Состав
- Управление ракетной дивизии (Штаб)
- Узел связи
- Учебный полигон (ранее Учебная рота до марта 2019 г.)
- Батальон боевого обеспечения
- Батальон материально-технического обеспечения
- Батальон охраны и разведки
- 304-й гвардейский ракетный Краснознамённый полк (в 1978 г передислоцирован из 23-й гвардейской ракетной Орловско-Берлинской ордена Ленина, Краснознамённой дивизии)
- 776-й ракетный полк (в 1981 г передислоцирован из 44-й ракетной Камышинской дивизии)
- 76-й ракетный Кировский полк (сформирован в марте 1964 из 2-го дивизиона 131-го ракетного полка)
- Отдельный медицинский батальон
- Подвижный командный пункт (ПКП) (ранее 93 ОДнО до 2022 г.)
- Техническая ракетная база (ТРБ)

### Входили в состав
с 1961 (первоначальная организация):
- 107-й ракетный Свирско-Печенгский Краснознамённый, орденов Суворова и Александра Невского полк — расформирован в 2003 году
- 116-й ракетный полк — в 1969 году переведён в состав 28-й гвардейской ракетной Краснознамённой дивизии (Козельск)
- 131-й ракетный полк — в 1968 году переведён в состав 10-й гвардейской ракетной Краснознамённой, ордена Суворова дивизии (Кострома)
- 527-й ракетный полк — в 1968 году переведён в состав 10-й гвардейской ракетной Краснознамённой, ордена Суворова дивизии (Кострома)

.
с марта 1964:
- 143-й ракетный полк (сформирован из 3-го дивизиона 116-го ракетного полка). В 1969 году переведён в состав 28-й гвардейской ракетной Краснознамённой дивизии (Козельск)
- 299-й ракетный полк (сформирован из 2-го дивизиона 107-го ракетного полка). В 1971 году переведён в состав 19-я ракетной Запорожской Краснознамённой, орденов Суворова и Кутузова дивизии (Хмельницкий)
- 603-й ракетный полк (сформирован из 2-го дивизиона 116-го ракетного полка). Расформирован в 1977 году.
- 640-й ракетный полк (сформирован из 2-го дивизиона 527-го ракетного полка). В 1968 году переведён в состав 54-й гвардейской ракетной ордена Кутузова дивизия (Тейково)
- 700-й ракетный полк (сформирован из 3-го дивизиона 131-го ракетного полка). В 1971 году переведён в состав 19-й ракетной Запорожской Краснознамённой, орденов Суворова и Кутузова дивизии (Хмельницкий)
- 715-й ракетный полк (сформирован из 3-го дивизиона 527-го ракетного полка). Расформирован в 1978 году.

.
в 1978 г. передислоцирован из 29-й гвардейской ракетной Витебской ордена Ленина, Краснознамённой дивизии
- 79-й гвардейский ракетный Севастопольский Краснознамённый полк. Расформирован 1 декабря 2004 года (приказ командующего РВСН от 11 июня 2004 года № 030).
- 224-я отдельная вертолётная эскадрилья. Расформирована в 2004 году.
- 1762-й военный госпиталь в/ч 41464. Расформирован в 2011 году. (Приказ Министра обороны РФ от 14.05.2011 № 685)

## Командование
В разное время дивизией командовали:
- С 30 мая 1961 по 28 мая 1965 — генерал-майор Савельев А. Г.
- С 28 мая 1965 по 20 мая 1971 — генерал-майор Гонтаренко А. Г.
- С 20 мая 1971 по 18 марта 1976 — генерал-майор Плюснин В. П.
- С 18 марта 1976 по 5 августа 1981 — генерал-майор Балихин В. Е.
- С 5 августа 1981 по 1 декабря 1985 — генерал-майор Полицин А. В.
- С 1 декабря 1985 по 21 января 1989 — генерал-майор Бабешко В. А.
- С 21 января 1989 по 30 ноября 1993 — генерал-майор Кальянов В. И.
- С 1993 по 14 июня 1995 — генерал-майор Малафеев, Василий Иванович
- С 14 июня 1995 — по 16 июня 1999 — генерал-майор Коваленко, Геннадий Николаевич.
- С 16 июня 1999 по 03 сентября 2002 — генерал-майор Артемьев, Сергей Александрович.
- С 03 сентября 2002 по 01 декабря 2005 — генерал-майор Арзамасцев Сергей Иванович.
- С 1 декабря 2005 по 14 июня 2007 — генерал-майор Головач, Виталий Васильевич.
- С 14 июня 2007 по 05 ноября 2009 — полковник Стефанцов, Эдуард Евгеньевич.
- С декабря 2009 по 12 ноября 2010 — полковник Афонин Игорь Сергеевич.
- С декабря 2010 по февраль 2012 — полковник Михолап, Леонид Александрович
- С марта 2012 по декабрь 2017 — генерал-майор Яцыно, Юрий Витальевич
- С декабря 2017 по август 2018 — полковник Черевко, Андрей Николаевич
- С августа 2018 по сентябрь 2020 — генерал-майор Бурков, Павел Николаевич
- С сентября 2020 — генерал-майор Кушниренко, Владимир Владимирович

## Вооружение
В различные годы на основном вооружении дивизии стояли ракетные комплексы:
- 1963—1977 гг. — Р-16У (8К64У)
- 1978—1985 гг. — ПГРК РСД-10 (15Ж45)
- 1985 по н. в. — ПГРК РТ-2ПМ (15Ж58)

В декабре 1990 года в 8-й ракетной дивизии на боевое дежурство заступил ракетный полк (командир — полковник С. И. Арзамасцев) с модернизированным командным ракетным комплексом, получившем название «Периметр-РЦ», в состав которого входит командная ракета, созданная на базе МБР РТ-2ПМ «Тополь».